# San Marcos Open Aguascalientes 2022
Il San Marcos Open Aguascalientes 2022 è stato un torneo maschile di tennis professionistico. È stata la 1ª edizione del torneo, facente parte della categoria Challenger 80 nell'ambito dell'ATP Challenger Tour 2022, con un montepremi di 53 120 €. Si è svolto dal 18 al 24 aprile 2022 sui campi in terra verde dell'AC Club Campestre de Aguascalientes di Aguascalientes, in Messico.

## Partecipanti

### Teste di serie
| Nazionalità | Giocatore           | Ranking* | Testa di serie |
| ----------- | ------------------- | -------- | -------------- |
| Slovacchia  | Andrej Martin       | 133      | 1              |
| Cile        | Nicolás Jarry       | 134      | 2              |
| Svizzera    | Marc-Andrea Hüsler  | 140      | 3              |
| Stati Uniti | Ernesto Escobedo    | 143      | 4              |
| Regno Unito | Jay Clarke          | 170      | 5              |
| Paesi Bassi | Tim van Rijthoven   | 184      | 6              |
| Italia      | Federico Gaio       | 186      | 7              |
| Argentina   | Juan Pablo Ficovich | 205      | 8              |

* Ranking all'11 aprile 2022.

### Altri partecipanti
I seguenti giocatori hanno ricevuto una wild card per il tabellone principale:
- Diego Balderas
- Rodrigo Pacheco Méndez
- Shang Juncheng

I seguenti giocatori sono entrati in tabellone come special exempt:
- Antoine Bellier

I seguenti giocatori sono entrati in tabellone come alternate:
- Viktor Durasovic
- Bernard Tomic

I seguenti giocatori sono passati dalle qualificazioni:
- Nicolás Barrientos
- Adrián Menéndez Maceiras
- Matías Zukas
- Akira Santillan
- Elmar Ejupović
- Shintaro Mochizuki

Il seguente giocatore è entrato in tabellone come lucky loser:
- Malek Jaziri

## Campioni

### Singolare
Marc-Andrea Hüsler ha sconfitto in finale  Juan Pablo Ficovich con il punteggio di 6–4, 4–6, 6–3.

### Doppio
Miguel Ángel Reyes Varela /  Nicolás Barrientos hanno sconfitto in finale  Gonçalo Oliveira /  Divij Sharan con il punteggio di 7–5, 6–3.